# Gerro amb iris sobre fons groc
Gerro amb iris sobre fons groc és una pintura a l'oli sobre tela realitzada l'any 1889 pel pintor Vincent van Gogh. Es conserva al Museu Van Gogh d'Amsterdam. És una de les obres que va pintar mentre estava ingressat a la clínica psiquiàtrica de Saint-Rémy, un poble proper a Arle.
Van Gogh té una obra semblant, amb el mateix nom, però també coneguda com Gerro amb iris, exposada al Metropolitan Museum of Art de Nova York.

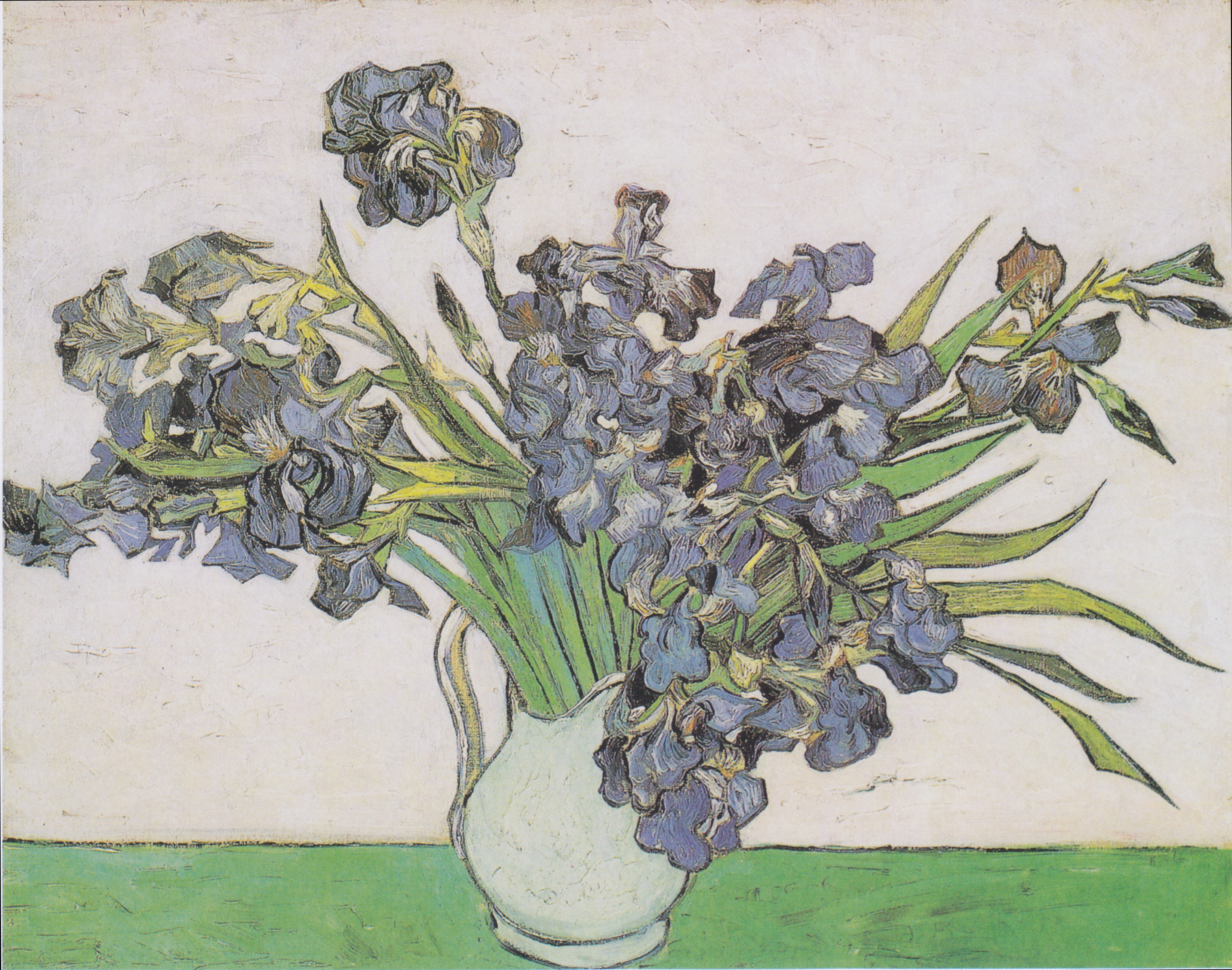
Gerro amb iris, 1890, Vincent Van Gogh.

En aquesta sèrie de quadres sobre flors (Gerro amb blauets i roselles, Gerro amb roses roses, Gerro japonès amb roses i anemones ) es pot percebre la influència dels gravats japonesos, és un tema que el va fascinar durant la major part de la seva carrera artística i va ser molt popular entre la societat del seu temps, fet que el va portar a eliminar les ombres i ocupar bona part del quadre amb flors denses i les seves tiges gruixudes.